# Matt Murray (Fußballspieler, 1981)
Matthew John „Matt“ Murray (* 2. Mai 1981 in Solihull) ist ein ehemaliger englischer Fußballtorhüter und stand zuletzt beim englischen Erstligisten Wolverhampton Wanderers unter Vertrag. Als ehemaliger U-21-Nationaltorwart galt er als eines der hoffnungsvollsten Talente im englischen Fußball, musste allerdings aufgrund stetigen Verletzungspechs immer wieder Karriererückschläge erleiden.

## Sportlicher Werdegang
Matt Murray wurde in Solihull – zwischen Birmingham und Coventry gelegen – geboren und war als junger Fußballtorwart Teil der Jugendakademie der Wolverhampton Wanderers. Bereits in jungen Jahren hatte er mit Verletzungen zu kämpfen; so zog er sich beispielsweise im Oktober 2000 nach nur 20 Minuten im ersten Spiel für den unterklassigen Leihverein FC Kingstonian einen schweren Knieschaden zu.
Den sportlichen Durchbruch feierte er am 31. August 2002, als er bei dem damaligen Zweitligisten Michael Oakes gegen den FC Wimbledon vertrat und anschließend die verbleibende Aufstiegssaison 2002/03 Stammtorhüter war. Krönender Abschluss war seine gute Leistung im entscheidenden Play-off-Finale beim 3:0-Sieg gegen Sheffield United, als er einen Elfmeter hielt und nach der Partie die Ehrung zum „Man of the Match“ erhielt.
In der Premier-League-Saison 2003/04 absolvierte er nur das Eröffnungsspiel gegen die Blackburn Rovers, das deutlich mit 1:5 verloren ging. Ein Fußbruch und weitere Verletzungen sorgten dafür, dass Murray in den drei Jahren nach dem Aufstiegserfolg auf nur sieben Pflichtspiele für die „Wolves“ kam und damit in seiner Entwicklung gehemmt wurde. Erst im Januar 2005 stand er wieder in einem Ligaspiel gegen den Zweitligisten West Ham United zwischen den Pfosten, bevor ihn ein weiterer Fußbruch ein vollständiges Jahr zurückwarf. Nachdem er ab Januar 2006 wieder in der Reservemannschaft gespielt hatte, entschied sich die Vereinsführung im März für eine Ausleihe an den Drittligisten Tranmere Rovers. Der Plan wurde nach nur kurzer Zeit verworfen, weil sich die Situation der verfügbaren Torhüter bei seinem Heimatverein verschärft hatte. Am letzten Spieltag der Saison 2005/06 feierte er gegen Norwich City nach 16 Monaten sein Comeback für die Wolves in einem Ligaspiel.
Murray startete in der Spielzeit 2006/07 einen Neuanfang und katapultierte sich beim guten Saisonstart, bei dem sein Verein fünf der ersten sieben Spiele mit 1:0 gewann, wieder in die Stammtorhüterposition. Mit stabilen Leistungen spielte er sich am Ende der Spielrunde in die „Mannschaft der Saison“. Im Dezember 2006 erhielt er zudem die Auszeichnung zum „Spieler des Monats“, erhielt von seinem Verein einen neuen 3½-Jahresvertrag und wurde zum besten Wolves-Spieler der Saison gewählt. Dennoch endete auch dieser Erfolg wieder mit einem bitteren Beigeschmack, als sich Murray im Play-off-Spiel gegen West Bromwich Albion einen Bruch an der Schulter zuzog. Während der Erholungsphase riss in einem Vorbereitungsspiel im Sommer 2007 das Kreuzband im linken Knie, wodurch er die gesamte Saison 2007/08 verpasste. Zwei Operationen waren insgesamt zur Stabilisierung nötig.
Da die Entzündung in seinem Knie nicht zurückging, konnte Murray den anvisierten Zeitpunkt für ein Comeback zur Spielzeit 2008/09 nicht einhalten. Am 12. November 2008 wechselte für eine kurze Zeit auf Leihbasis zum Drittligisten Hereford United. Dort riss er sich im Spiel gegen die Milton Keynes Dons die Patellasehne im rechten Knie, die ihn zu einer erneut langen Pause zwang. Nach drei Partien für Hereford kehrte er zurück zu den Wanderers und gab am 26. August 2010 seinen Ausstieg aus dem professionellen Fußball bekannt und das mit nur 29 Jahren.

## Nationalmannschaft
Als Murray in der Saison 2002/03 seinen ersten sportlichen Zenit erreicht hatte, erhielt er im August 2002 die erste Berufung in die englische U-21-Nationalmannschaft. Dort debütierte er gegen die Slowakei und stand bis 2005 in insgesamt fünf Länderspielen im Tor. Da sein (biologischer) Vater aus Nigeria stammt, traten Repräsentanten des nigerianischen Fußballverbands für einen möglichen Einsatz in der betreffenden Nationalmannschaft an ihn heran. Murray lehnte die Anfrage jedoch mit Hinweis darauf ab, dass er sich selbst als Engländer sehe.